# Conchocarpus elegans
Conchocarpus elegans är en vinruteväxtart som först beskrevs av A. St.-hil., och fick sitt nu gällande namn av J. A. Kallunki & J. R. Pirani. Conchocarpus elegans ingår i släktet Conchocarpus och familjen vinruteväxter. Inga underarter finns listade i Catalogue of Life.